# Naro
Naro település Olaszországban, Szicília régióban, Agrigento megyében. Lakosainak száma 7007 fő (2023. január 1.). Naro Agrigento, Caltanissetta, Campobello di Licata, Canicattì, Castrofilippo, Favara, Palma di Montechiaro, Sommatino, Camastra, Ravanusa, Delia és Licata községekkel határos.

## Népesség
A település lakossága az elmúlt években az alábbi módon változott:
| Lakosok száma | 7658 | 7580 | 7007 |
|               | 2017 | 2018 | 2023 |